# روس هال
روس هال هو سياسي كندي، ولد في 5 مارس 1925 في تورونتو في كندا، وتوفي في 11 أكتوبر 1999 في غريمسبي في كندا. حزبياً، نشط في الحزب الليبرالي في أونتاريو ‏. وقد انتخب عضو برلمان مقاطعة أونتاريو.